# ワット・パナンチューン

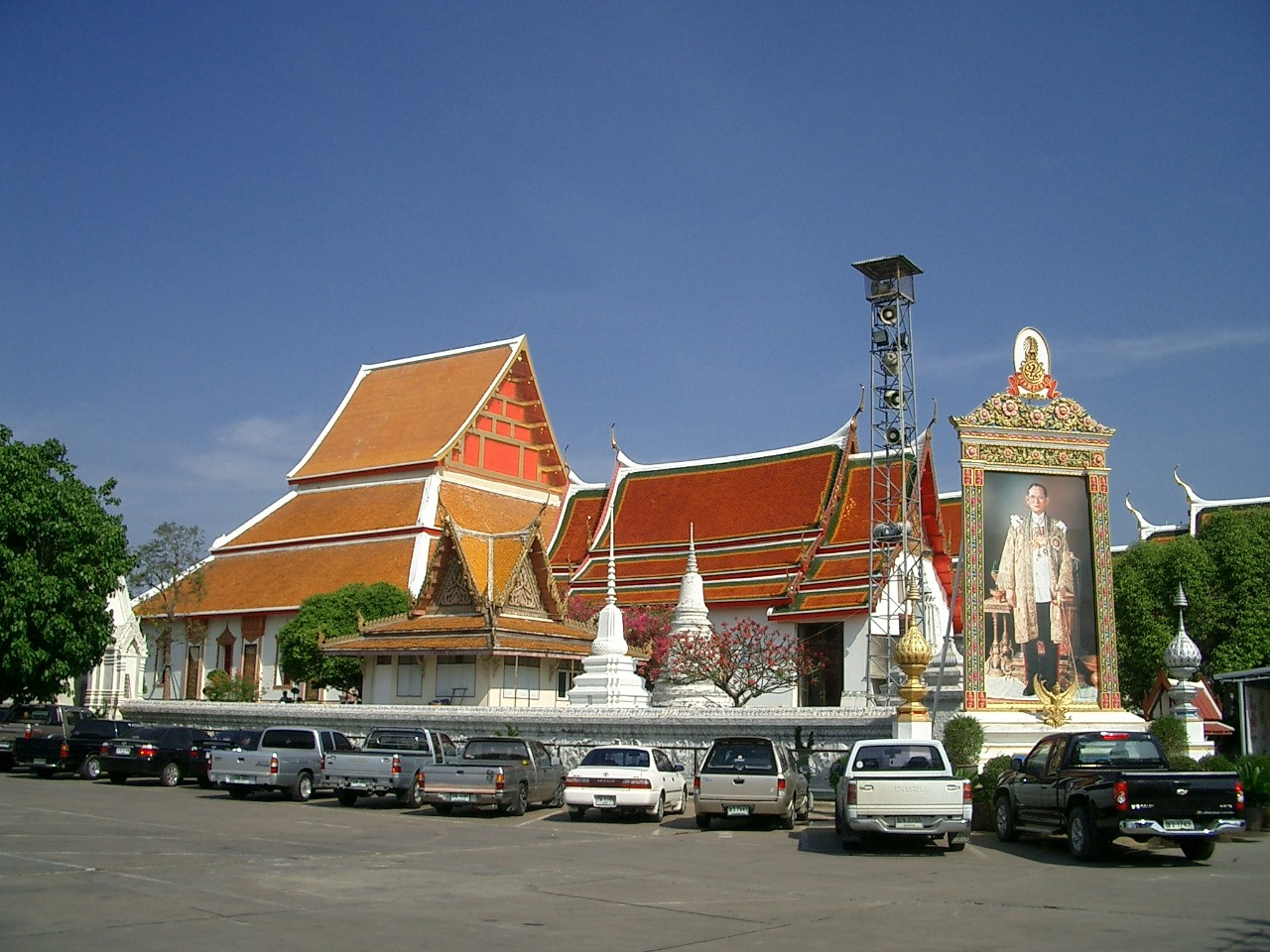
ワット・パナンチューン（2006年）

ワット・パナンチューン（Wat Phanan Choeng、タイ語: วัดพนัญเชิงวรวิหาร）は、タイのアユタヤにある仏教寺院であり、チャオプラヤー川とパーサック川の合流する南東側、チャオプラヤー川東岸に位置する。今日、アユタヤ歴史公園の一部としてある。

## 歴史

### 創建
アユタヤの都が正式に創設されるおよそ26年前の1324年に建てられたこの寺院は、その地域の初期の集落に一部関連があったものと考えられる。特にそこには中国の宋朝時代より200人を超える難民集団がいたといわれる。

### 仏像
寺院のうち最も高い建物である大きな礼拝堂 (wihan) には、1334年からの高さ19メートルとなる巨大な金色の仏坐像が納められている。この崇高な仏像は、タイ人からは「ルワンポートー」（Luang Pho Tho、タイ語: หลวงพ่อโต、「大師」）、中国系タイ人には「サムパオコーン」（Sam Pao Kong、タイ語: ซำเปากง、「三宝公」）と呼ばれる。この仏像は船乗りの守護仏とみなされている。また、伝承によると1767年、ビルマによるアユタヤの破滅の前に「聖なる目から臍まで涙が流れた」という。
この像は歴史の上で数回復元されている。王モンクット（ラーマ4世）は、1854年に修復されたその像を「プラ・プッダ・トライラタナ・ナーヨック」 (Phra Puttha Thrai Ratana Nayok) と名付けた。「トライラタナ」は「三宝（仏・法・僧）」（サンスクリット）の意である。仏像は、煉瓦の上に漆喰が施されたものであり、1901年には、火災により社殿とともに損傷したが、ラーマ5世（在位1868-1910年）の時代のうちに修復された。

### 鄭和
1407年、雲南の中国ムスリムで宦官の鄭和（ていわ、拼音: Zhèng Hé、通称・三保〈三宝〉大監）が、明朝の艦隊司令官として2度目の航海を指揮し、この寺院を訪れた。彼がシャム王室参席のある大式典において寺院に供物を捧げたことは、今日でも彼の敬意のうちに寺院を訪れる中国系タイ人の訪問者に記憶されている。